# Ligue de l'enseignement-Fédération de la Mayenne
La Ligue de l'enseignement-Fédération de la Mayenne, est une association française reconnue d'utilité publique située dans le département de la Mayenne (département)

## Histoire
Par arrêté du préfet de la Mayenne du 10 octobre 1942, ont été placés sous séquestre les biens de la Fédération départementale des œuvres laïques de la Mayenne, dissoute en vertu d'un arrêté du ministre d’État à l'éducation nationale du 23 juillet 1942. La Fédération est dissoute par le gouvernement de Vichy comme l'ensemble des autres fédérations de la Ligue.
Après la Seconde Guerre mondiale, la fédération de la Mayenne a été reconstituée le 12 février 1946 à Laval. Elle se nomme la Fédération des Œuvres scolaires et post-scolaires de l'enseignement public. Son siège social est à l'Inspection Académique de Laval. Son premier président est Francis Le Basser.
Les branches sportives de la Ligue de l'enseignement, l'UFOLEP et l'USEP sont créées au sein de la fédération de la Mayenne en 1948.
En 1949, elle devient la Fédération départementale des Œuvres laïques de la Mayenne (F.O.L.). En 1957, les locaux situés à la Cité Administrative deviennent trop petits, et la Fédération achète les locaux de l'ancien Hôtel Continental, rue du Vieux-Saint-Louis à la suite d'une souscription, et de subventions de l’État.
En 1964, sous la présidence d'Henri Bisson, la Fédération envisage la création d'une salle polyvalente à côté de son siège. Le 14 juin 1965, la Ligue de Mayenne organise La fête de la jeunesse à Laval. Le foyer culturel est inauguré en 1969.
En 1996, la Fédération devient la F.A.L. 53 (Fédération des Associations Laïques de la Mayenne).
Le 30 septembre 2009, les locaux de la Ligue de Mayenne sont vandalisés.

## Objets
Elle regroupe ainsi de nombreuses associations affiliées œuvrant pour l'égalité des chances, des droits, des sexes et milite, entre autres, pour le développement d’une vie démocratique laïque, pour la justice sociale et la paix.

## Foyer culturel
Les joueurs de football du Stade lavallois obtiennent leur promotion en Division 1. Les réticents sont cependant nombreux, et il faut toute la persuasion d'Henri Bisson, qui met en balance sa démission, et le soutien populaire pour que le comité directeur prenne la décision d'accepter la montée, le 14 juin 1976, au foyer culturel de la Fédération des œuvres laïques de la Mayenne (par 25 votes oui, 8 non et une abstention).
Le foyer culturel est rénové en 2012 et devient L'Avant-Scène.

## Personnalités liées à la Fédération de la Mayenne
- Francis Le Basser : Président (1946-1947)
- Camille Lhuissier : Président (1947-1948)[6]
- Camille Charlot[7] : Président (1948-1949)
- Raymond Bauduin[8] (1949-1951)
- Henri Bisson : Président (1951-1969)